# Nalbari
Nalbari è una suddivisione dell'India, classificata come municipal board, di 23.177 abitanti, capoluogo del distretto di Nalbari, nello stato federato dell'Assam. In base al numero di abitanti la città rientra nella classe III (da 20.000 a 49.999 persone).

## Geografia fisica
La città è situata a 26° 25' 0 N e 91° 25' 60 E e ha un'altitudine di 41 m s.l.m..

## Società

### Evoluzione demografica
Al censimento del 2001 la popolazione di Nalbari assommava a 23.177 persone, delle quali 12.130 maschi e 11.047 femmine. I bambini di età inferiore o uguale ai sei anni assommavano a 2.502, dei quali 1.306 maschi e 1.196 femmine. Infine, coloro che erano in grado di saper almeno leggere e scrivere erano 18.371, dei quali 10.087 maschi e 8.284 femmine.